# Новоукраинское (Ровненская область)
Новоукраинское (укр. Новоукраїнське) — село в Радивиловской городской общине Дубенского района Ровненской области Украины.
До 2020 года входило в Радивиловский район.
Население по переписи 2001 года составляло 188 человек. Почтовый индекс — 35554. Телефонный код — 3633. Код КОАТУУ — 5625882503.